# چیساتو موریشیتا
چیساتو موریشیتا (انگلیسی: Chisato Morishita؛ زاده ۳ سپتامبر ۱۹۸۱) بازیگر، مانکن، و مدل تبلیغاتی سابق اهل ژاپن است. 